# Ilja Wladimirowitsch Gorochow
Ilja Wladimirowitsch Gorochow (russisch Илья Владимирович Горохов; * 23. August 1977 in Jaroslawl, Russische SFSR) ist ein ehemaliger russischer Eishockeyspieler, der in der Kontinentalen Hockey-Liga und russischen Superliga unter anderem für Lokomotive Jaroslawl,  den OHK Dynamo, Salawat Julajew Ufa und Atlant Mytischtschi aktiv war. 2012 und 2013 gewann er mit dem OHK Dynamo den Gagarin-Pokal, mit Lokomotive wurde er mehrfach Russischer Meister.

## Karriere
Ilja Gorochow begann seine Karriere als Eishockeyspieler in seiner Heimatstadt in der Nachwuchsabteilung von Torpedo Jaroslawl, für dessen zweite Mannschaft er von 1992 bis 1995 in der drittklassigen Perwaja Liga aktiv war. In der Saison 1994/95 gab er zudem sein Debüt für die Profimannschaft von Torpedo in der Internationalen Hockey-Liga. Bei seinem einzigen Saisoneinsatz blieb er punkt- und straflos. Anschließend wurde er im NHL Entry Draft 1995 in der achten Runde als insgesamt 195. Spieler von den New York Rangers ausgewählt, für die er allerdings nie spielte. Stattdessen erarbeitete sich der Verteidiger In der Saison 1995/96 einen Stammplatz bei Torpedo Jaroslawl in der IHL. Zu Beginn der Saison 1996/97 lief er ein Mal in der International Hockey League für die Las Vegas Thunder auf. Anschließend gewann er mit seinem Heimatverein Torpedo Jaroslawl in der erstmals ausgetragenen Superliga den russischen Meistertitel.
Die Saison 1997/98 begann Gorochow erneut bei Torpedo Jaroslawl in der Superliga, spielte im weiteren Saisonverlauf jedoch für dessen Ligarivalen Salawat Julajew Ufa und ZSK WWS Samara. Auch die Saison 1998/99 verbrachte der ehemalige Junioren-Nationalspieler bei Torpedo Jaroslawl in der Superliga, ehe er in den folgenden eineinhalb Jahren für Torpedo Nischni Nowgorod spielte. Mit seiner neuen Mannschaft stieg er auf Anhieb aus der Wysschaja Liga, der zweiten russischen Spielklasse, in die Superliga auf. Im Sommer 2000 kehrte der Rechtsschütze nach Jaroslawl zurück, das in der Zwischenzeit seinen Namen in Lokomotive Jaroslawl geändert hatte. Mit seiner Mannschaft wurde er in der Saison 2001/02 erneut Russischer Meister. Im Anschluss an diesen Erfolg unterschrieb er einen Vertrag beim HK Lada Toljatti. Den HK Lada verließ er allerdings bereits nach nur 29 Spielen und wurde mit seinem Heimatverein Lokomotive Jaroslawl am Ende der Saison 2002/03 zum insgesamt dritten Mal in seiner Karriere Russischer Meister.
Von 2003 bis 2009 war Gorochow Stammspieler bei Lokomotive Jaroslawl. Nachdem die Mannschaft zur Saison 2008/09 in die neu gegründete Kontinentale Hockey-Liga aufgenommen worden war, erreichte er mit Lokomotive in der KHL-Premierenspielzeit auf Anhieb das Playoff-Finale um den Gagarin Cup. In diesem unterlag er mit seiner Mannschaft jedoch Ak Bars Kasan in der Best-of-Seven-Serie mit 3:4 Siegen. In der folgenden Spielzeit lief er für seinen Ex-Klub Salawat Julajew Ufa auf. In der Saison 2010/11 stand Gorochow für Atlant Mytischtschi in der KHL auf dem Eis und erreichte mit Atlant das Playoff-Finale, indem sein Team Salawat Julajew Ufa unterlag. Nach diesem Erfolg wurde Gorochow im Mai 2011 vom OHK Dynamo verpflichtet, mit dem er in den folgenden zwei Jahren zweimal den Gagarin-Pokal gewann. Anschließend kehrte er zu seinem Heimatverein nach Jaroslawl zurück.
Weitere Stationen seiner Karriere waren der HK Sotschi zu Beginn der Saison 2016/17 und ab Dezember 2016 Amur Chabarowsk, ehe er seine Karriere im Februar 2017 beendete.

### International
Für Russland nahm Gorochow an der Junioren-Weltmeisterschaft 1996 und 1997 teil, wobei er beim letzteren Turnier in sechs Spielen eine Torvorlage gab.

## Erfolge und Auszeichnungen
- 1997 Russischer Meister mit Torpedo Jaroslawl
- 1999 Aufstieg in die Superliga mit Torpedo Nischni Nowgorod
- 2002 Russischer Meister mit Lokomotive Jaroslawl
- 2003 Russischer Meister mit Lokomotive Jaroslawl
- 2009 Russischer Vizemeister mit Lokomotive Jaroslawl
- 2011 Vizemeister der KHL mit Atlant Mytischtschi
- 2012 KHL-Verteidiger des Monats März
- 2012 Gagarin-Pokal-Gewinn mit dem OHK Dynamo
- 2013 Gagarin-Pokal-Gewinn mit dem HK Dynamo Moskau
- 2013 All-Star-Team der KHL
- 2014 KHL-Verteidiger des Monats März

### International
- 1996 Bronzemedaille bei der Junioren-Weltmeisterschaft
- 1997 Bronzemedaille bei der Junioren-Weltmeisterschaft

## KHL-Statistik
(Stand: Ende der Saison 2010/11)